# Блейн, Гилберт
Гилберт Блейн (1749—1834) — шотландский медик, реформатор медицинской службы на Королевском флоте.
Изучал медицину в Эдинбургском университете и университете Глазго. Переехал в Лондон, где служил личным врачом лорда Родни. Сопровождал его в Вест-Индию в 1779 году.
Возглавил Совет по больным и раненным при Адмиралтействе (1779—1783), внедрил на флоте ряд профилактических мер, в том числе для борьбы с цингой в обязательном порядке ввёл в рацион моряков хинин, сок лайма, квашеную капусту.
В 1783—1795 годах. — врач госпиталя Сент-Томас, лейб-медик королей Георга IV и Вильгельма IV. Член-корреспондент СПб. АН c 23.03.1803. В 1812 году получил титул баронета Блейнфилд в связи с заслугами в Вальхеренской экспедиции.